# Llista oberta
La llista oberta és una de les variants del sistema electoral de representació proporcional on els votants exerceixen una influència en l'elecció dels candidats d'una llista electoral. Això contrasta amb les llistes tancades, on l'ordre dels candidats i, per tant, l'elecció per part dels electors, està predeterminada per la mateixa llista.
Existeixen diferents tipus de llistes obertes en les quals, el votant pot tenir una major o menor capacitat d'elecció.